# Nati nel 1333
| Questa pagina contiene informazioni ricavate automaticamente dalle voci biografiche con l'ausilio del template Bio e di un bot. L'aggiornamento è periodico e automatico e ricostruisce completamente la pagina. Se manca una persona in questa lista, sei pregato di non aggiungerla, ma accertati piuttosto che la sua voce biografica contenga il template Bio e che i dati anagrafici siano correttamente compilati. Se il template Bio manca, inseriscilo tu stesso o, in alternativa, metti l'avviso {{tmp\|Bio}} che ne segnala la mancanza. Se i dati riportati sono sbagliati, correggi direttamente la voce biografica; le modifiche saranno visibili in questa lista entro pochi giorni. Per chiarimenti vedi il progetto biografie. La lista contiene solo le 12 persone che sono citate nell'enciclopedia e per le quali è stato implementato correttamente il template Bio. Pagina aggiornata al 2 mag 2025. |

- 13 maggio - Rinaldo III di Gheldria, duca († 1371)
- 18 luglio - Alda d'Este, nobile italiana († 1381)
- Ibn Abbad al-Rundi, mistico marocchino († 1390)
- Ibn Zamrak, poeta arabo († 1393)
- Bianca di Navarra, regina francese († 1398)
- Elena Cantacuzena, imperatrice bizantina († 1396)
- Federico V di Norimberga, nobile tedesco († 1398)
- Guglielmo II di Jülich, duca († 1393)
- Kanami, attore teatrale e musicista giapponese († 1384)
- Michail II di Tver', nobile russo († 1399)
- Eleonora d'Aragona, sovrana spagnola († 1416)
- Pietro d'Ancarano, giurista italiano († 1416)